# Clevelandellida
Ordre
Les Clevelandellida sont un ordre de Ciliés du sous-embranchement des Intramacronucleata, et de la classe des Spirotrichea ou des Armophorea.

## Liste des familles
Selon le World Register of Marine Species (30 janvier 2023) :
- Nyctotheridae Amaro, 1972

Selon The Taxonomicon (30 janvier 2023) :
- Nathellidae Singh, 1953
- Clevelandellidae Kidder, 1938
- Inferostomatidae Ky, 1971
- Nyctotheridae Amaro, 1972
- Sicuophoridae Amaro, 1972
- Neonyctotheridae Affa'a, 1987

## Systématique
Le nom valide complet (avec auteur) de ce taxon est Clevelandellida de Puytorac & Grain, 1976.